# Віздом (фільм)
«Віздом» («Wisdom») — американська кримінальна драма 1986 року, знята Робертом Вайзом і Еміліо Естевесом, який також разом з Демі Мур виконав головні ролі.

## Сюжет
Фільм є сучасною версією «Бонні і Клайда», що розповідає про подружжя американців, які промишляють пограбуваннями банків. На початку фільму ця парочка показана цілком благопристойно — вони знищують заставні акти, звільняючи фермерів-боржників від їхніх боргових зобов'язань, тобто ніби творять добро. Поступово фільм набуває рис бойовика — у ньому переважають автомобільні переслідування і перестрілки з убивствами.

## У ролях
- Демі Мур — Карен Сіммонс
- Еміліо Естевес — Джон Віздом
- Вероніка Картрайт — Саманта Віздом
- Ерні Лайвлі — Білл
- Річард Мінченберг — Агент Купер
- Том Скеррітт — Ллойд Віздом
- Вільям Аллен Янг — Агент Вільямсон
- Чак Генрі — роль другого плану
- Барбара Стамм — роль другого плану
- Рон Прессон — роль другого плану
- Білл Гендерсон — роль другого плану
- Джин Росс — роль другого плану
- Чарлі Шин — роль другого плану
- Генрі Проуч — роль другого плану
- Ніколас Шилдс — роль другого плану
- Сантос Моралес — роль другого плану
- Гас Коррадо — роль другого плану
- Джим Лейн — роль другого плану
- Голден Геннінг — роль другого плану
- Чарлі Голлідей — роль другого плану
- Есті Чандлер — роль другого плану
- Леон Коркос — роль другого плану
- Гілберт О. Парра — роль другого плану
- Дженет Ротблатт — роль другого плану
- Сід Конрад — роль другого плану
- Томмі Джей Гафф — роль другого плану

## Знімальна група
- Режисери — Роберт Вайз, Еміліо Естевес
- Сценарист — Еміліо Естевес
- Оператор — Едам Грінберг
- Композитор — Денні Елфмен
- Художник — Денніс Гесснер
- Продюсери — Брюс Макналл, Бернард Вільямс, Роберт Вайз